# Ladik Gusztáv
Ladik Gusztáv (eredeti neve: Hladik Gusztáv) (Feketebátor, 1860. szeptember 29. – Budapest, 1959. augusztus 21.) közigazgatási jogász, jogi író.

## Életpályája
1882-ben a belügyminisztériumban dolgozott. 1883-ban ügyvédi pályára tért. 1895–1908 között az Országos Törvénytár szerkesztője volt. 1908-tól ismét a belügyminisztériumban tevékenykedett, 1919-től mint adminisztratív államtitkár.

## Családja
Szülei: Hladik Károly (1828–1892) és Träxler Terézia voltak. Felesége, Schwinn Ilona (1861–1939) volt.
Sírja a Farkasréti temetőben található. (6/2-1-13/14)

## Művei
- A közszolgálati alkalmazottak jogviszonyai (Budapest, 1908)
- A közigazgatás egyszerűsítése, törvényhatóság, község (Magyar közigazgatási törvények, Budapest, 1909)
- A szabályrendeletek (Budapest, 1912)
- Közigazgatásunk fejlődése 1867 óta (Budapest, 1932)
- Tételes közigazgatási jogunk alaptanai (Szombathely, 1935)
- Iparügyi közigazgatás (Budapest, 1942)